# Утеулиева, Уштап
Уштап Утеулиева (1910 год, Туркестанский край, Российская империя — 1978 год) — старший матрос Аральского рыбохолодильного комбината, Герой Социалистического Труда (1960).

## Биография
Родилась в 1910 году. В 1945 году поступила на работу матросом на рыбоморозильную баржу Аральского рыбохолодильного комбината. В 1959 году была награждена знаком «Победитель социалистического соревнования». В 1960 году за выдающиеся достижения в трудовой деятельности и в ознаменования 50-летия Международного женского дня была удостоена звания Героя Социалистического Труда.

## Награды
- Герой Социалистического Труда — указом Президиума Верховного Совета СССР от 7 марта 1960 года;
- Орден Ленина (1960).